# 東漢會要
《東漢會要》由宋朝徐天麟所撰，宋理宗宝庆二年（1226年）成書，凡四十卷。
《東漢會要》取材范曄《後漢書》、司馬彪《續漢書》、袁宏《後漢紀》等，分作十五門，三百八十四事。記載東漢王朝的典章制度及沿革。嘉定四年，具表进之於朝，後藏之秘阁。本書與《西漢會要》合為《兩漢會要》。